# ワンパノアグ

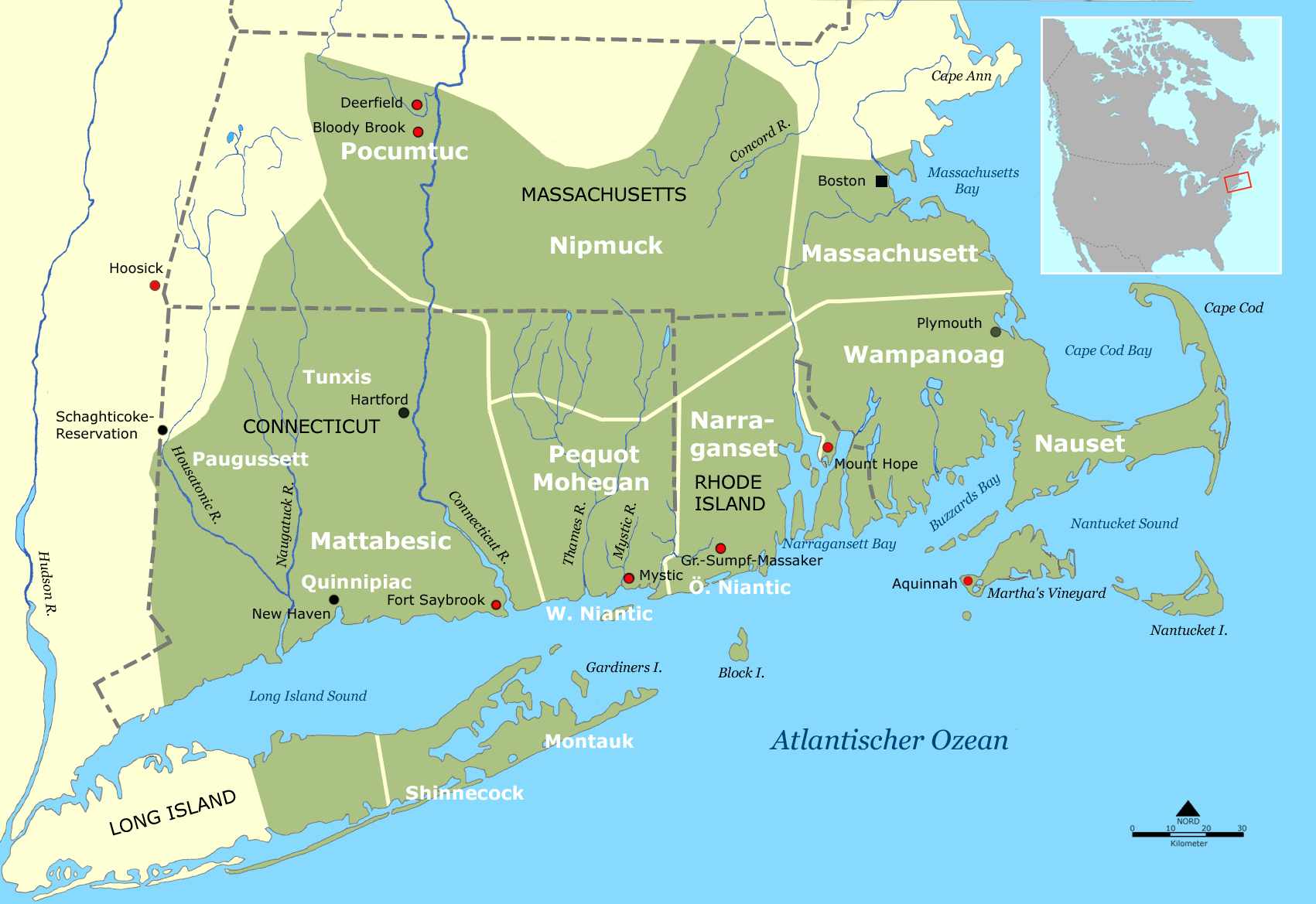
1600年頃のニューイングランド南部におけるアルゴンキン語族の分布

ワンパノアグ族（英語：Wampanoag、マサチューセット語：Wôpanâak）は、アメリカのニューイングランドのマサチューセッツ州南東部に住むインディアン部族である。

## かつての文化
ワンパノアグ族は北アメリカ東部の森林地帯に住むアルゴンキン語族に属する。ワンパノアグとはマサチューセット語で「東の民」あるいは「夜明けの民」を意味し、ポカノケット（Pokanoket）､ パテュケット（Patuxet）､ ナウエトなど50以上の支族を含み、マサチューセッツ州南東部からロードアイランド州にかけてを広く支配していた。ウィグワムと呼ばれるドーム型の小屋に住処して狩猟、漁労、耕作をして暮らしていた。

## イギリス人入植者への援助

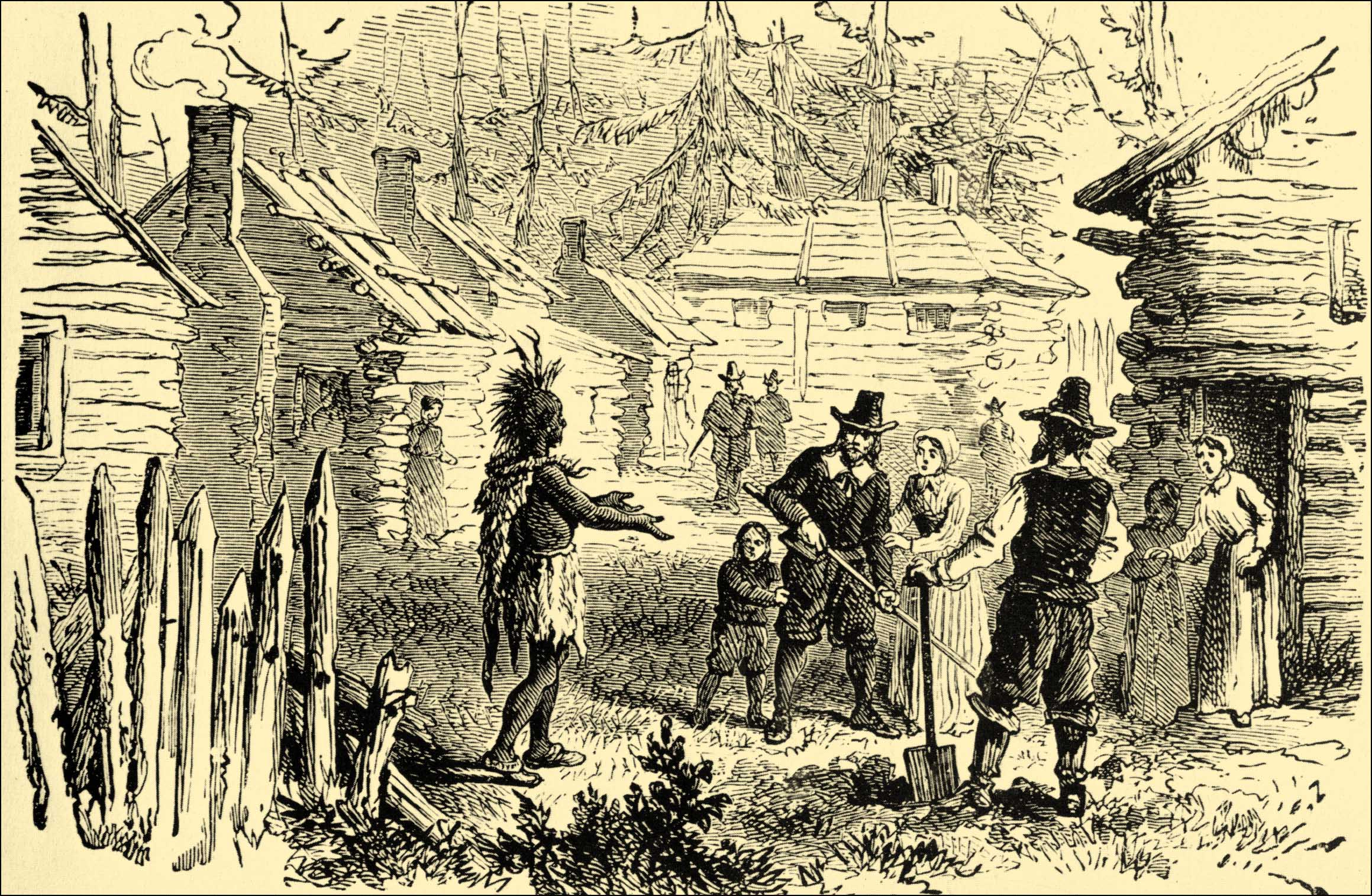
植民者と接触するサモセット酋長の想像図

1620年、イギリスからメイフラワー号でアメリカに入植したピューリタン（清教徒）のピルグリム・ファーザーズの一団は現在のプリマス市付近に上陸した。ピルグリム達はパタクセット支族（Patuxet）の集落跡にプリマス植民地を築いたが、慣れない環境での寒さや飢えなどで、その冬に入植者の約半数が死んだ。インディアン諸部族はこの白人たちから発砲されるなどしていたため、近づかないよう用心していた。
ある日、現在のメイン州に当たる地域からマサソイト酋長を訪ねて来ていたアベナキ族（Abenaki）の酋長サモセット（Samoset）が、ピルグリム達に片言の英語で話しかけ（サモセットはケネベック川河口に短期間存続した入植地でイギリス人と接触したことがあった）、植民地の事情を視察してから翌日に英語を流暢に話すワンパノアグ族のティスクアンタムまたはスクアント（Tisquantum/Squanto）を連れて戻った。スクアントはかつてイギリス人に拉致されてヨーロッパに奴隷として売られたが、白人の教育を受けて自由を得てから通訳として植民地行きの船に乗り、故郷に戻っていた。スクアントはインディアンの農耕や漁業の技術を伝授し、ピルグリムが冬の数か月を生き延びるのを助けた。
また、スクアントは1621年3月にワンパノアグ族のマサソイト酋長とピルグリムが平和と友情の条約を結ぶのを仲介した。ピルグリムが現れるまでの過去十年間、ワンパノアグ族は近隣のミクマク族（Mi'kmaq）やナラガンセット族との抗争と、白人が持ち込んだ疫病の3回に渡る流行で疲弊しており、マサソイト酋長はピルグリムとの同盟がワンパノアグ族の置かれた状況を好転させると期待していたとみられる。あくまでインディアンにおける酋長とは、「調停者」（ピースメイカー）であり、白人が思い込んでいるような「指導者」や「首長」ではない。スクアントは「調停者」として、新参者の白人たちとインディアンたちとの間で、申し分のない和平調停を行っていたのである。

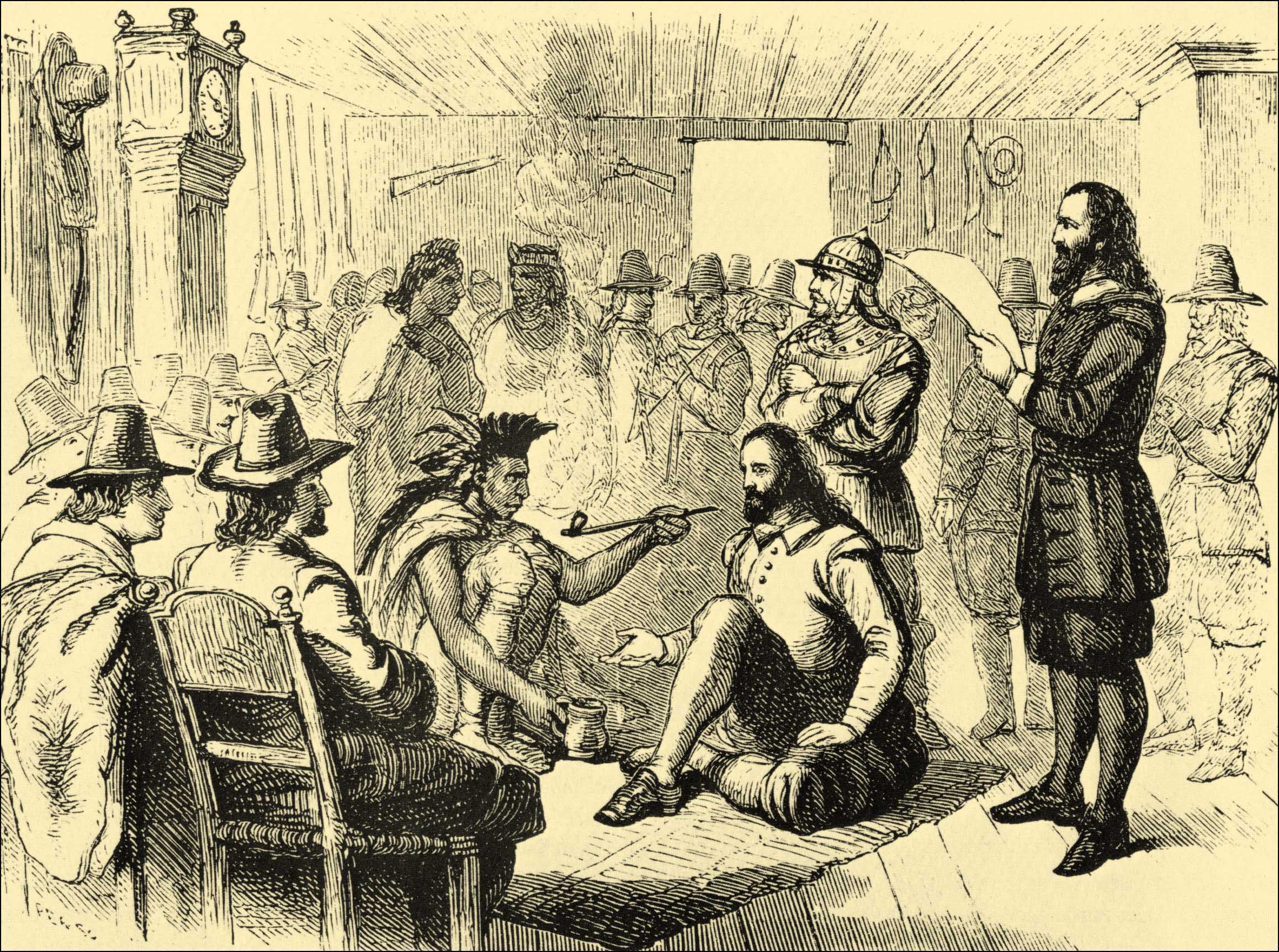
プリマス植民地総督ジョン・カーヴァーと友好のパイプを取り交わすマサソイト酋長の想像図

マサソイト酋長がピルグリムと結んだ条約にはプリマス植民地のために48.5km²の土地を譲渡することが含まれていた。インディアンにとって土地は誰のものでもなく、白人の土地所有の概念のように恒久的に占有するものではなかったから、そもそもマサソイトがこの「土地の譲渡」を理解していたかどうかは疑わしい。何はともあれ、インディアン間の抗争と白人の持ち込んだ疫病でワンパノアグ族の人口はひどく低下していた上、ワンパノアグ族の土地に現れたイギリス人の数はまだ少なく、しかも前年の冬をようやく生き延びたような有様であったため、この条約が後にワンパノアグ族の不利益になるとは考えなかったはずである。その年の秋は各作物が大豊作であったため、ピルグリムは神の恵みとワンパノアグ族の助力に感謝し、収穫の祭を開いた。「すべてを共有する」というインディアンの文化に則って、マサソイトたちワンパノアグ族からも90名が5頭の鹿を携えて入植地を訪れ、3日に渡る祝宴に加わった。これが現在の感謝祭の起源であるとされる。
マサソイト酋長の死後、ワンパノアグ族の酋長（部族の調停役）は息子のワムスッタ（もしくはワムサダ）に受け継がれた。ワムスッタはピルグリムの入植者が父との間で結んだ条約を破って入植地を拡げ、ワンパノアグ族を追い出していることに対してプリマス入植地の植民地政府に抗議するが、病気にかかり、プリマスからの帰り道にその病気により謎の死を遂げた。これについては毒殺されたとも言われている。
ワムスッタの死で、ワムスッタの弟メタコメット（もしくはメタコム）がワンパノアグ族の酋長になった。ピルグリムの入植者たちはインディアンの酋長を「王」か「部族長」だと思い込んでいたから、彼を「フィリップ王」と呼んだ。

## 入植者の裏切り
1675年から1676年の間に、メタコメット酋長は入植者がワンパノアグ族の土地を奪い、生活の基盤である森や猟場を荒らしてはワンパノアグ族を殺害し、女性や子供を奴隷として売り飛ばしたとしてイギリス植民地政府に抗議した。
しかし植民地側がワンパノアグ族の抗議を無視したため、部族はプリマス入植地を攻撃した。白人はこれを「フィリップ王戦争」と呼んでいるが、上述したようにインディアンの酋長は「部族長」ではないし、「戦争指導者」でもない。彼らは合議で侵略者との戦いを選んだのであって、メタコメット個人がこれを率いたわけではない。
この戦いでは、同じアルゴンキン諸部族のニアンティック族（Niantic）、ペナクック族（Pennacook）、ノーセット族（Nauset）もワンパノアグ族と同盟を結び参戦した。攻撃されたプリマス入植地の植民者は入植地を守るため、銃や剣や大砲や点火棒を振りかざし、アルゴンキン諸部族と敵対していたモヒカン族とモホーク族を味方に付け、ワンパノアグ族を襲ってこれを虐殺した。この戦いで600人の白人入植者と4000人以上のインディアンが死んだ。
メタコメット酋長を含むほとんどのワンパノアグ族は虐殺され、メタコメット酋長の妻と8歳の息子はバミューダ諸島に奴隷として売り飛ばされた。さらに、メタコメット酋長の遺体は八つ裂きにされ、頭蓋骨は槍の先に突き刺されて入植者の村に飾られた。1620年には約5000人と推定されるワンパノアグ族の人口は、フィリップ王戦争の後には約400人にまで激減した。
侵略者たちはメタコメット酋長を「戦争を率いた指導者」だと思い込んでいたため、このような凄惨な仕打ちを彼だけでなくその家族にまで加えたのである。

## 現在のワンパノアグ族
2000年現在の人口統計では2336人となっている。他部族のインディアンや白人、黒人との混血者も多い。その多くがマーサズ・ヴィニヤード島のワトゥッパ（Watuppa）ワンパノアグインディアン保留地に居住している他、ケープコッドのマシュピー（Mashpee）のワンパノアグ族の集落も保留地に認定されている。
ワンパノアグ族の名は、「白人によるワンパノアグ族虐殺の歴史を忘れるな」との標語の下、白人にとって輝かしい記念の日である「ピルグリムファーザーズの上陸記念感謝祭」に対して同日にぶつけて行われる抗議運動、「全米哀悼の日」でも有名となっている。
この「全米哀悼の日」はワンパノアグ族が主体運営する「ニューイングランド・アメリカインディアン連合」の運動家、ワムスッタ・フランク・ジェームズ（Wamsutta Frank James）によって1970年に開始され、彼の死後も引き継がれて毎年行われている。